# Saint-Hippolyte (Aveyron)
Saint-Hippolyte – miejscowość i gmina we Francji, w regionie Oksytania, w departamencie Aveyron. W 2013 roku populacja gminy wynosiła 456 mieszkańców. Przez gminę przepływa rzeka Truyère. 